# Dyschronométrie
 (novembre 2023).
Si vous disposez d'ouvrages ou d'articles de référence ou si vous connaissez des sites web de qualité traitant du thème abordé ici, merci de compléter l'article en donnant les références utiles à sa vérifiabilité et en les liant à la section « Notes et références ».
La dyschronométrie est une altération de la gestion des paramètres temporels du mouvement volontaire. Elle se manifeste par un retard de la mise en route du mouvement et par une augmentation du temps de mouvement. Ces symptômes sont généralement inscrits dans un syndrome cérébelleux.
On peut l'observer en demandant au sujet de poser ses index sur ses cuisses et, au signal, d'amener ses deux doigts sur son nez. Le doigt du côté atteint mettra plus de temps à arriver que l'autre.